# Nader Ghandri
Nader Ghandri (Aubervilliers, Francia, 18 de febrero de 1995) es un futbolista tunecino. Juega de defensa y su equipo es el Ajmat Grozni de la Liga Premier de Rusia. Es internacional absoluto por la selección de Túnez desde 2019.

## Trayectoria
Comenzó su carrera en clubes franceses.
El 30 de agosto de 2021 fichó por segunda vez por el Club Africain tunecino.

## Selección nacional
Formó parte del plantel de la selección sub-23 de Túnez que disputó la Copa Africana de Naciones Sub-23 de 2015.
Jugó con la selección de Túnez el 7 de junio de 2019 ante Irak en un encuentro amistoso.

### Participaciones en categorías inferiores
| Copa                                     | Sede    | Resultado      |
| ---------------------------------------- | ------- | -------------- |
| Copa Africana de Naciones Sub-23 de 2015 | Senegal | Fase de grupos |

## Clubes
| Club                         | País                   | Año           |
| ---------------------------- | ---------------------- | ------------- |
| JA Drancy                    | Francia                | 2012-2013     |
| A. C. Arles-Avignon          | Francia                | 2013-2014     |
| Club Africain                | Túnez                  | 2014-2017     |
| Royal Antwerp F. C.          | Bélgica                | 2017-2019     |
| K. V. C. Westerlo (préstamo) | Bélgica                | 2018-2019     |
| K. V. C. Westerlo            | Bélgica                | 2020-2021     |
| Slavia Sofia (préstamo)      | Bulgaria               | 2021          |
| Club Africain                | Túnez                  | 2021-2023     |
| Ajman Club                   | Emiratos Árabes Unidos | 2023-2024     |
| Ajmat Grozni                 | Rusia                  | 2024-presente |

## Palmarés

### Títulos nacionales
| Título        | Club          | País  | Año     |
| ------------- | ------------- | ----- | ------- |
| CLP-1         | Club Africain | Túnez | 2014-15 |
| Copa de Túnez | Club Africain | Túnez | 2016-17 |